# Sete de Setembro
Sete de Setembro är en kommun i Brasilien.   Den ligger i delstaten Rio Grande do Sul, i den södra delen av landet, 1 500 km sydväst om huvudstaden Brasília. Antalet invånare är 2 126.
Trakten runt Sete de Setembro består till största delen av jordbruksmark. Runt Sete de Setembro är det glesbefolkat, med 16 invånare per kvadratkilometer.